# Санкт-Георген-бай-Обернберг-ам-Инн
Санкт-Георген-бай-Обернберг-ам-Инн (нем. Sankt Georgen bei Obernberg am Inn) — община (нем. Gemeinde) в Австрии, в федеральной земле Верхняя Австрия. 
Входит в состав округа Рид-им-Иннкрайс.  Население составляет 620 человек (на 31 декабря 2005 года). Занимает площадь 18 км². Официальный код  —  41226.

## Политическая ситуация
Бургомистр общины — Альфред Шремс (АНП) по результатам выборов 2003 года.
Совет представителей общины (нем. Gemeinderat) состоит из 13 мест.
- АНП занимает 9 мест.
- Зелёные занимают 3 места.
- АПС занимает 1 место.